# Добрички партизански одред
Добрички народноослободилачки партизански (НОП) одред је био партизанска јединица у саставу Народноослободилачке војске и партизанских одреда Југославије током Другог светског рата у Србији.

## Историјат
Формиран је почетком септембра 1944, био је под командом Штаба 24. дивизије. Задатак му је био да у ширем рејону планине Мали Јастребац и у Добричу чисти терен од заосталих непријатељских група и врши мобилизацију нових бораца. Почетком новембра, по наређењу Штаба 13. корпуса расформиран је, а његово људство стављено је на располагање Команди топличког војног подручја.